# Cotonopsis phuketensis
Cotonopsis phuketensis là một loài ốc biển, một động vật thân mềm chân bụng sống ở biển trong họ Columbellidae.

## Mô tả
Loài này có kích thước vỏ dao động giữa 30 và 50 mm (1,2 và 2,0 in).

## Phân bố
Loài này phân bố ở biển Andaman dọc theo Thái Lan.